# Regione di Košice
La regione di Košice (in slovacco Košický kraj [ˈkɔʃitskiː ˈkɾaj]) è una delle otto regioni amministrative (kraj) posta nella Slovacchia sud-orientale.

## Geografia
Confina con l'Ungheria verso sud, a est con l'Ucraina e con la regione di Banská Bystrica a ovest e la regione di Prešov verso nord. Ha una superficie di 6.752 km² e 799.217 abitanti (2017). Il capoluogo è la città di Košice.La regione è attraversata dalla parte orientale dei monti Metalliferi Slovacchi, una catena dei Carpazi. Il fiume principale della regione è lo Hornád. Nella parte orientale il territorio è più pianeggiante e si congiunge con la pianura ungherese.

## Geografia antropica

### Suddivisioni amministrative
La regione è divisa in 11 distretti:
|  | - Gelnica - Košice - Distretto di Košice I - Distretto di Košice II - Distretto di Košice III - Distretto di Košice IV - Košice-okolie - Michalovce - Rožňava - Sobrance - Spišská Nová Ves - Trebišov |